# 북정록 (1658년)
《북정록》(北征錄)은 조선 효종(孝宗) 때의 무신(武臣) 신유(申瀏)가 남긴 나선정벌 당시의 원정 일기이다. 2017년 1월 31일 대구광역시의 유형문화재 제80호로 지정되었다.

## 의의
이 책은 신유(申瀏, 1619-1680)가 조선 효종 때 제2차 나선 정벌의 조선군 사령관으로 참전했을 때인 1658년 4월 6일부터 8월 27일까지 115일간을 기록한 일기이다. 해외 파병 관련 기록으로 외교와 군사 연구의 중요한 문헌일 뿐만 아니라, 출정의 전말, 각지에서 차출된 명단, 날짜별 날씨·행군·야영·러시아군과 벌인 전투상황 및 부하의 상태 등을 기록한 점에서 국방과 관련된 자료로서 의의가 있다.

## 같이 보기
- 신유
- 청-러시아 국경 분쟁

## 참고 자료
- 북정록 - 국가유산청 국가유산포털